# Bryan Nouvier
Bryan Jérôme Gilbert Nouvier (ur. 21 czerwca 1995 w Metzu) – francuski piłkarz występujący na pozycji skrzydłowego w luksemburskim klubie Swift Hesperange.

## Kariera klubowa

### FC Metz
Urodzony w Metz Nouvier, jest wychowankiem lokalnego klubu FC Metz w którego juniorskich zespołach występował do 2013. Swoją seniorską karierę rozpoczął w sezonie 2012/2013, w grającej w Championnat de France Amateur (4. poziom ligowy) drużynie rezerw. W tym samym sezonie, do drugiej drużyny FC Metz, został włączony inny gracz znany z polskich boisk - Vamara Sanogo. Debiut i zarazem jedyny występ w tym sezonie, zaliczył 5 stycznia 2013, w 14. kolejce w przegranym 0:1 meczu z US Ivry. Na boisku pojawił się w 68. minucie spotkania, zmieniając Servana Taştana. Debiutanckiego gola w swojej seniorskiej karierze zdobył 6 września 2014 w meczu 4. kolejki CFA grupy B z US Raonnaise. Był to gol ustalający wynik spotkania na 3-0.

### CFR Cluj
30 sierpnia 2015 podpisał 3-letni kontrakt z rumuńskim klubem CFR Cluj. Pierwszy mecz dla nowej drużyny rozegrał 9 września tego samego roku, wychodząc w podstawowej jedenastce, w wygranym 0:1 meczu 1/8 finału Pucharu Ligi Rumuńskiej z CSMS Jassy, podczas którego zaliczył asystę przy bramce. Ligowy debiut dla nowej drużyny Nouviera miał miejsce 5 dni później podczas 10. kolejki Ligi I, 14 września w wygranym 0:2 wyjazdowym meczu z Dinamem Bukareszt. Pierwszą bramkę dla drużyny Kolejarzy strzelił 21 lutego 2016 podczas 25. kolejki, w wygranym 1:0 domowym meczu z ASA Târgu Mureș. W swoim debiutanckim sezonie dla rumuńskiej drużyny, udało mu się wywalczyć Puchar Rumunii.
W sezonie 2017/2018 zdobył z klubem Mistrzostwo Rumunii.

### Wypożyczenie do Sepsi Sfântu Gheorghe
Z początkiem lipca 2018 Nouvier trafił na wypożyczenie do Sepsi Sfântu Gheorghe. W barwach klubu z centrum Rumunii po raz pierwszy wystąpił 4 sierpnia 2018 podczas 3. kolejki ligowej, w zremisowanym 1:1, wyjazdowym spotkaniu z Astrą Giurgiu. Pierwszego gola dla Sepsi strzelił 14 września tego samego roku w wygranym 0:3 meczu 8. kolejki z Concordią.

### Raków Częstochowa
30 maja 2019, beniaminek Ekstraklasy w sezonie 2019/2020 ogłosił, iż Francuz został jego nowym zawodnikiem. W częstochowskiej drużynie występował z numerem 11. Zadebiutował 20 lipca 2019 na stadionie GIEKSA Arena (Bełchatów) w przegranym 0:1 meczu 1. kolejki Ekstraklasy z Koroną Kielce, zmieniając początkiem drugiej połowy Macieja Domańskiego. 23 marca 2020 klub poinformował o rozwiązaniu umowy za porozumieniem stron, kontrakt miał obowiązywać do 30 czerwca 2022.

### Sepsi Sfântu Gheorghe
4 sierpnia 2020 ponownie związał się z Sepsi Sfântu Gheorghe. 

## Statystyki

### Klubowe
Aktualne na dzień 12 sierpnia 2020.
| Klub                         | Liga               | Sezon              | Liga    | Liga   | Puchar krajowy | Puchar krajowy | Puchar ligi | Puchar ligi | Europa  | Europa | Inne    | Inne   | Łącznie | Łącznie |
| Klub                         | Liga               | Sezon              | Występy | Bramki | Występy        | Bramki         | Występy     | Bramki      | Występy | Bramki | Występy | Bramki | Występy | Bramki  |
| ---------------------------- | ------------------ | ------------------ | ------- | ------ | -------------- | -------------- | ----------- | ----------- | ------- | ------ | ------- | ------ | ------- | ------- |
| FC Metz B                    | CFA                | 2012/2013          | 1       | 0      | –              | –              | –           | –           | –       | –      | –       | –      | 1       | 0       |
| FC Metz B                    | CFA 2              | 2013/2014          | 7       | 0      | –              | –              | –           | –           | –       | –      | –       | –      | 7       | 0       |
| FC Metz B                    | CFA                | 2014/2015          | 22      | 3      | –              | –              | –           | –           | –       | –      | –       | –      | 22      | 3       |
| FC Metz B                    |                    | Łącznie            | 30      | 3      | –              | –              | –           | –           | –       | –      | –       | –      | 30      | 3       |
| CFR 1907 Cluj                | Liga I             | 2015/2016          | 29      | 4      | 5              | 0              | 2           | 0           | 0       | 0      | –       | –      | 36      | 4       |
| CFR 1907 Cluj                | Liga I             | 2016/2017          | 32      | 0      | 2              | 0              | 2           | 0           | 0       | 0      | 1       | 0      | 37      | 0       |
| CFR 1907 Cluj                | Liga I             | 2017/2018          | 1       | 0      | 0              | 0              | –           | –           | 0       | 0      | –       | –      | 1       | 0       |
| CFR 1907 Cluj                |                    | Łącznie            | 62      | 4      | 7              | 0              | 4           | 0           | 0       | 0      | 1       | 0      | 74      | 4       |
| Sepsi Sfântu Gheorghe (wyp.) | Liga I             | 2018/2019          | 21      | 3      | 2              | 1              | –           | –           | –       | –      | –       | –      | 23      | 4       |
| Raków Częstochowa            | Ekstraklasa        | 2019/2020          | 9       | 0      | 1              | 0              | –           | –           | –       | –      | –       | –      | 10      | 0       |
| Sepsi Sfântu Gheorghe        | Liga I             | 2020/2021          |         |        |                |                |             |             | –       | –      |         |        |         |         |
| Łącznie w karierze           | Łącznie w karierze | Łącznie w karierze | 136     | 11     | 10             | 1              | 4           | 0           | 0       | 0      | 1       | 0      | 146     | 12      |

## Sukcesy

### Klubowe
CFR Cluj
- Mistrz Rumunii: 2017/2018[8]
- Zdobywca Pucharu Rumunii: 2015/2016[7]
- Finalista Superpucharu Rumunii: 2016[18]